# The Royal Hawaiian Hotel

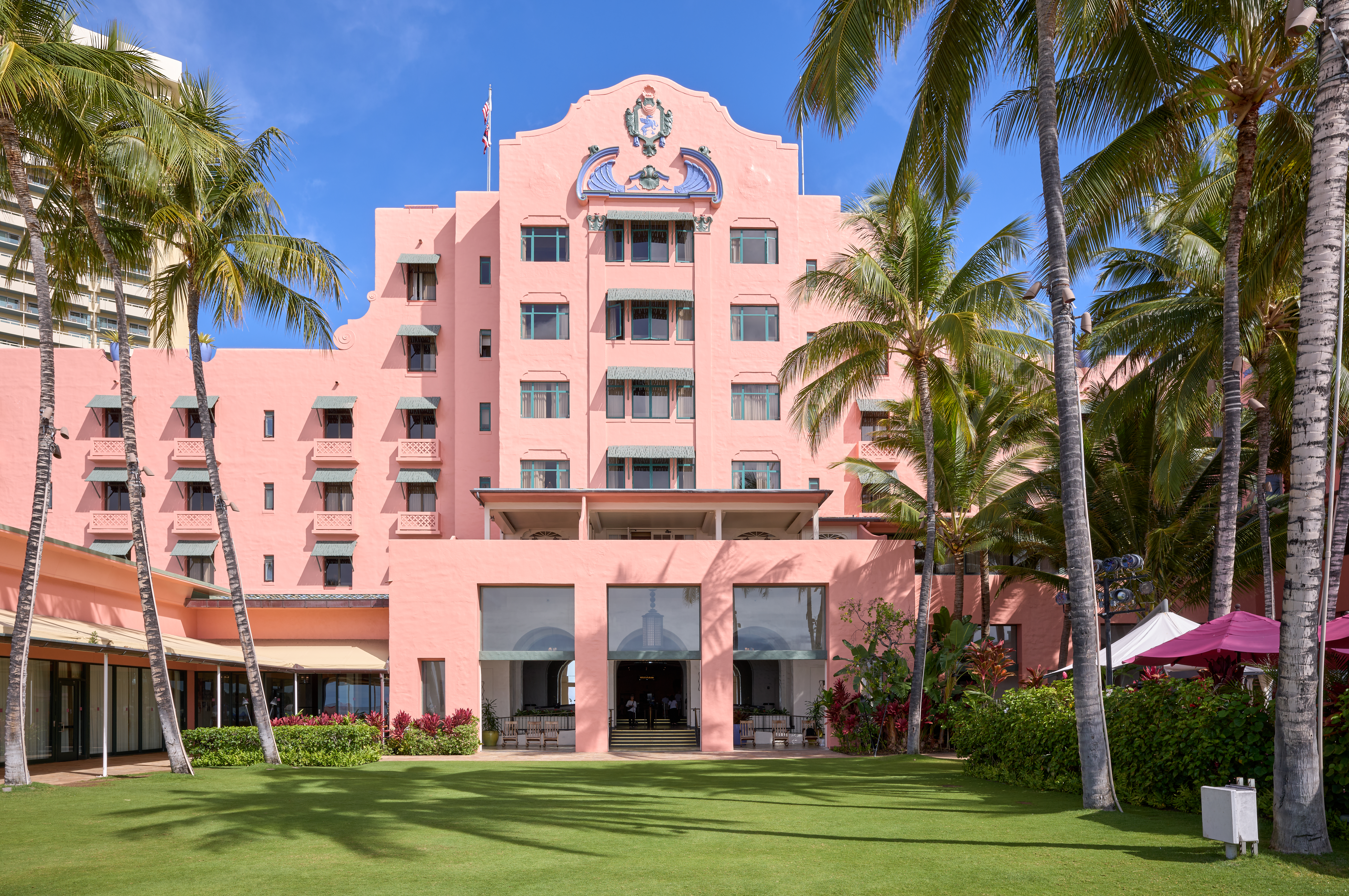
Das Royal Hawaiian vom Waikīkī Beach aus gesehen (2024)

Das The Royal Hawaiian Hotel ist ein Hotel in Waikīkī, Honolulu, Oʻahu, Hawaii, USA.
Das 5-Sterne-Hotel mit 527 Zimmern liegt an der Kalākaua Avenue direkt an einem Privatstrand. Es wurde im sogenannten „spanisch-maurischen Stil“ mit Glockentürmchen etc. errichtet und am 1. Februar 1927 eröffnet. Das historische Gebäude wird durch einen modernen Turm, den Royal Tower, ergänzt. Wegen seines leuchtend rosa Anstrichs erhielt es den Spitznamen Pink Palace of the Pacific (Der Rosa Palast des Pazifik).
Es ist eine der markanten Sehenswürdigkeiten in Waikīkī. Vor dem Zweiten Weltkrieg war es ein beliebtes Ferienhotel für Hollywoodstars, während der Zeit des Krieges zeitweise Residenz des Präsidenten Franklin D. Roosevelt, weshalb es auch als Western White House bezeichnet wurde.
The Royal Hawaiian war mehrfach Drehort in Filmen und Fernsehserien: 1961 in April entdeckt Hawaii, 1977 in Drei Engel für Charlie und 1986 in Mord ist ihr Hobby.
Die Bar des The Royal Hawaiian Hotel beansprucht, den Mai Tai in den 1920er Jahren als erstes zubereitet zu haben.

Ansichten
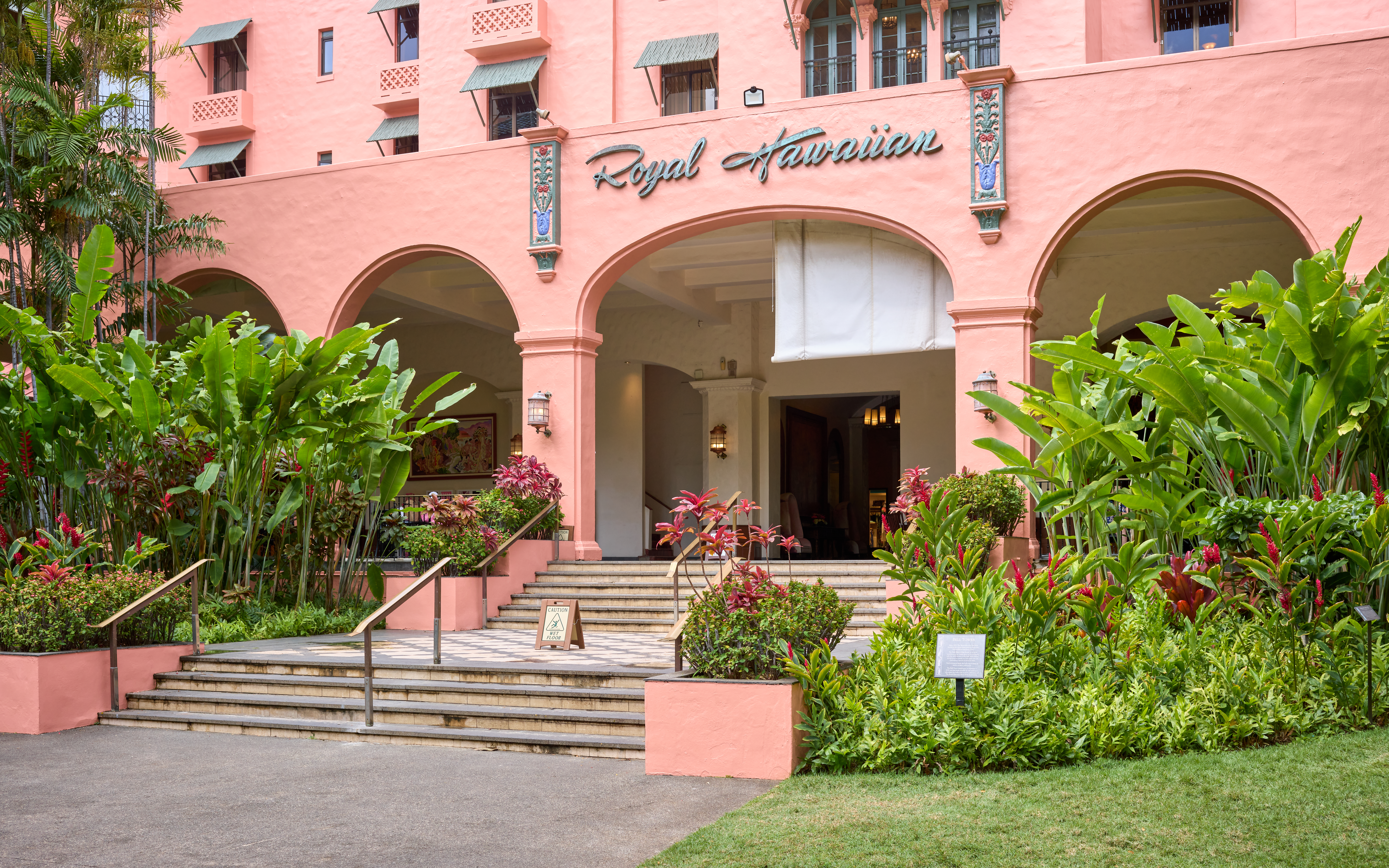
Hoteleingang über den Innenhof
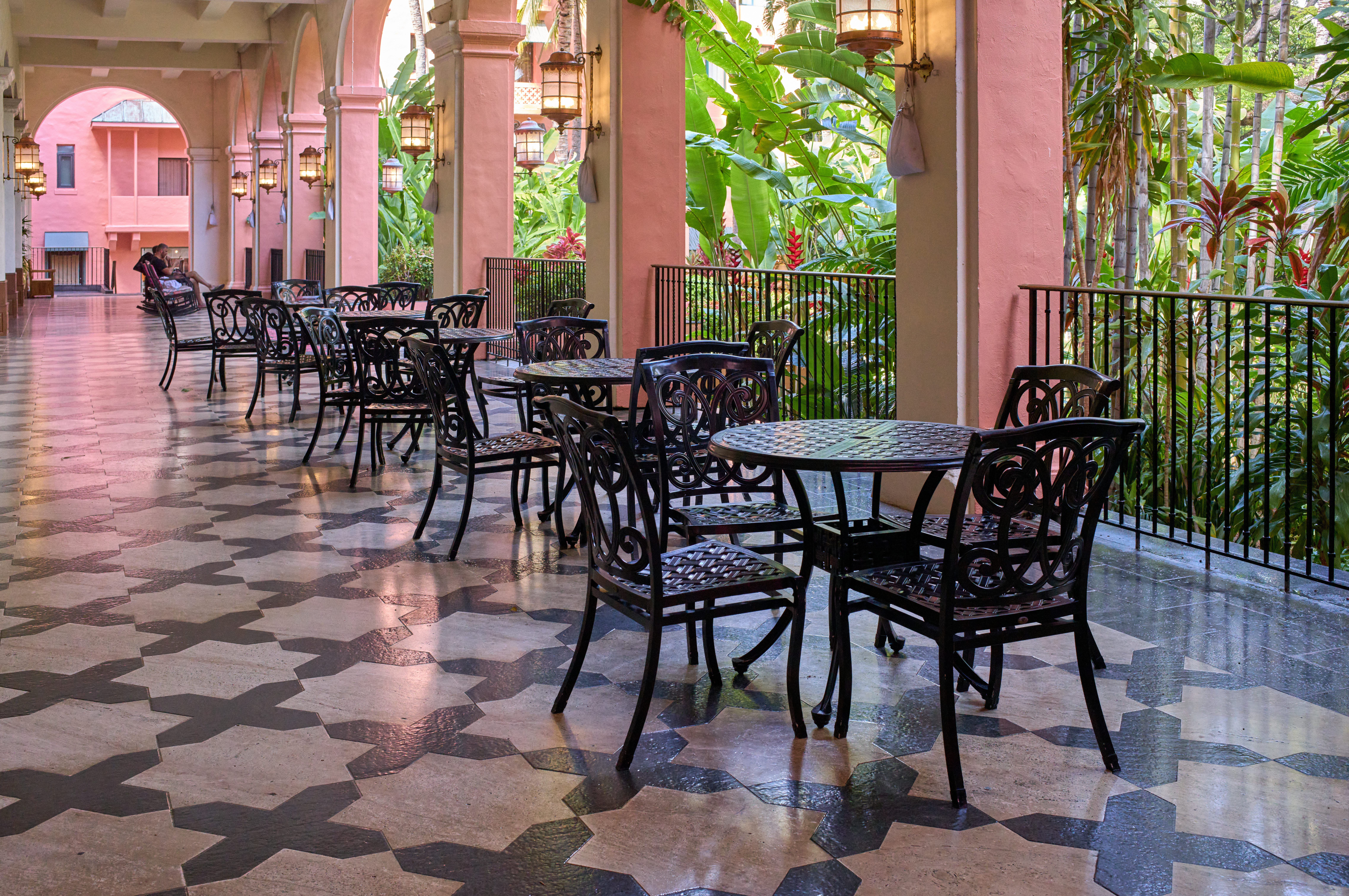
Arkadengang auf der Innenhofseite
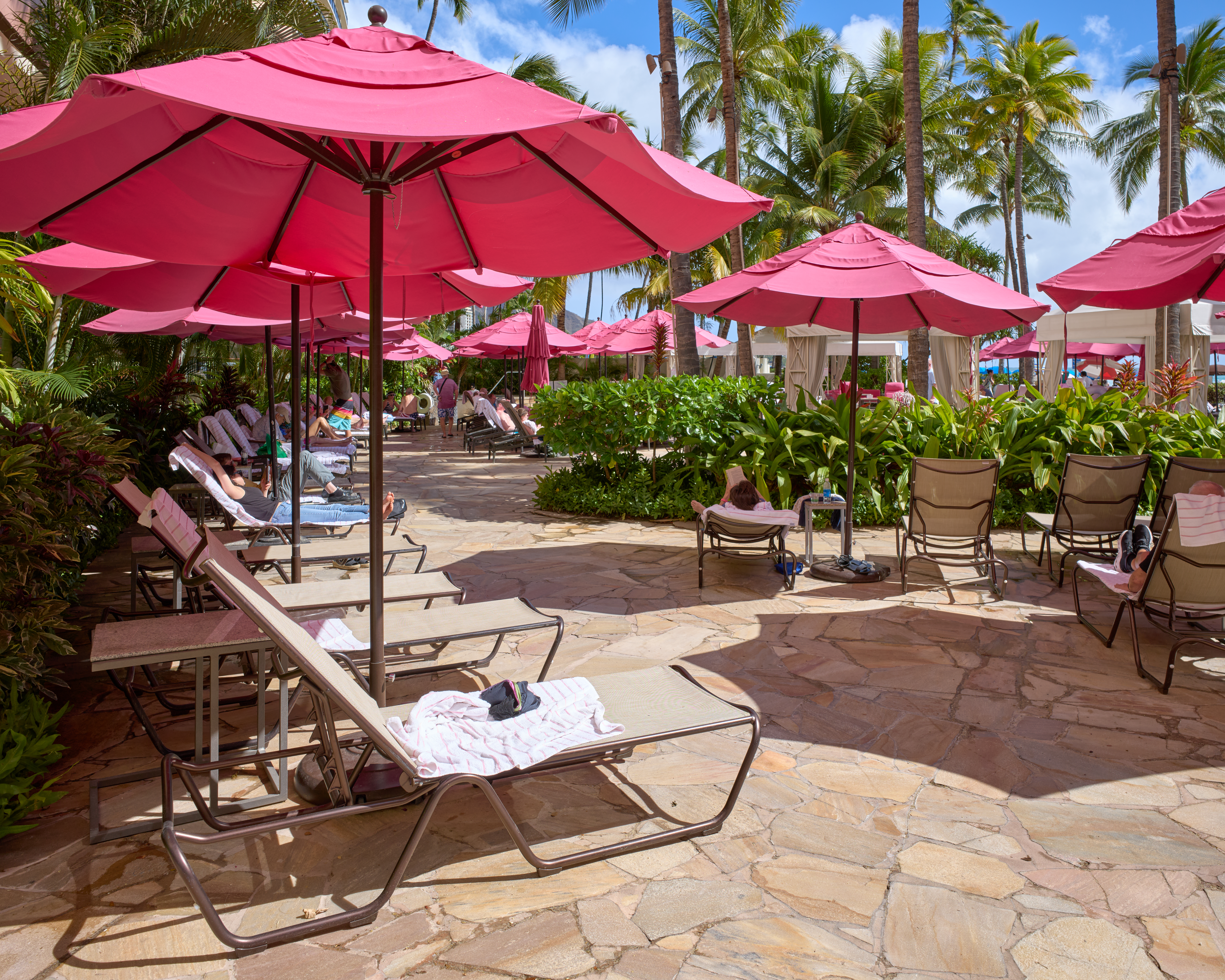
Malulani Poolbereich
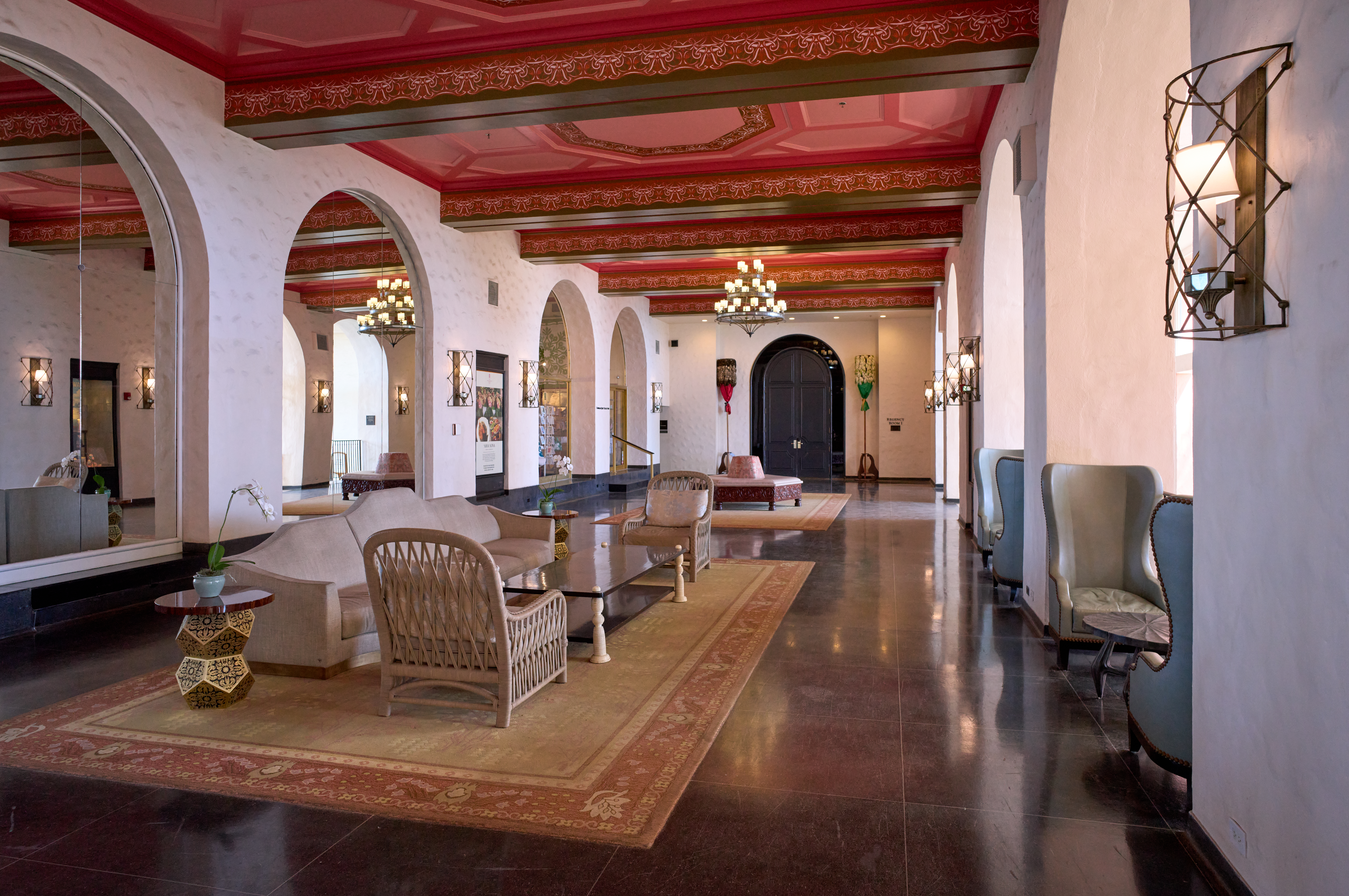
Dem Strand von Waikīkī zugewandte Halle